# Чистые Ключи (Иркутская область)
Чи́стые Ключи́ — посёлок в Шелеховском районе Иркутской области. Входит в Баклашинское муниципальное образование.

## География
Расположен на Култукском тракте (исторический участок Иркутск — Култук автомагистрали Р258 «Байкал»), в 12 км к юго-западу по автодороге от центральной части села Баклаши, центра сельского поселения, и в 10 км к западу от районного центра — города Шелехов. В 2 км к востоку от посёлка находится примыкание Обхода города Иркутска с трассой Р258 «Байкал».

## История
По легенде, ещё в XVIII веке ссыльные, работавшие на строительстве Кругобайкальской железной дороги, нашли в этой местности чистые источники питьевой воды, от чего и произошло название местности — «Чистые Ключи».
В 1970 году на базе военного городка в этой местности была образована 91-я мотострелковая дивизия кадрированного состава.
Статус населённого пункта посёлок Чистые ключи получил в 1972 году как военный городок, где проживали семьи базировавшихся здесь военных в/ч 41773 (всего около 3 000 человек). Воинская часть посёлка Чистые Ключи, на то время единственная в Иркутской области, имела на вооружении пушку «Гиацинт-Б» — одно из самых мощных орудий буксируемой артиллерии. В августе 2012 года воинская часть была расформирована, два эшелона были перебазированы в город Чебаркуль Челябинской области. В 2013 году посёлок Чистые Ключи получил статус населённого пункта.